# Estación de Luxemburgo

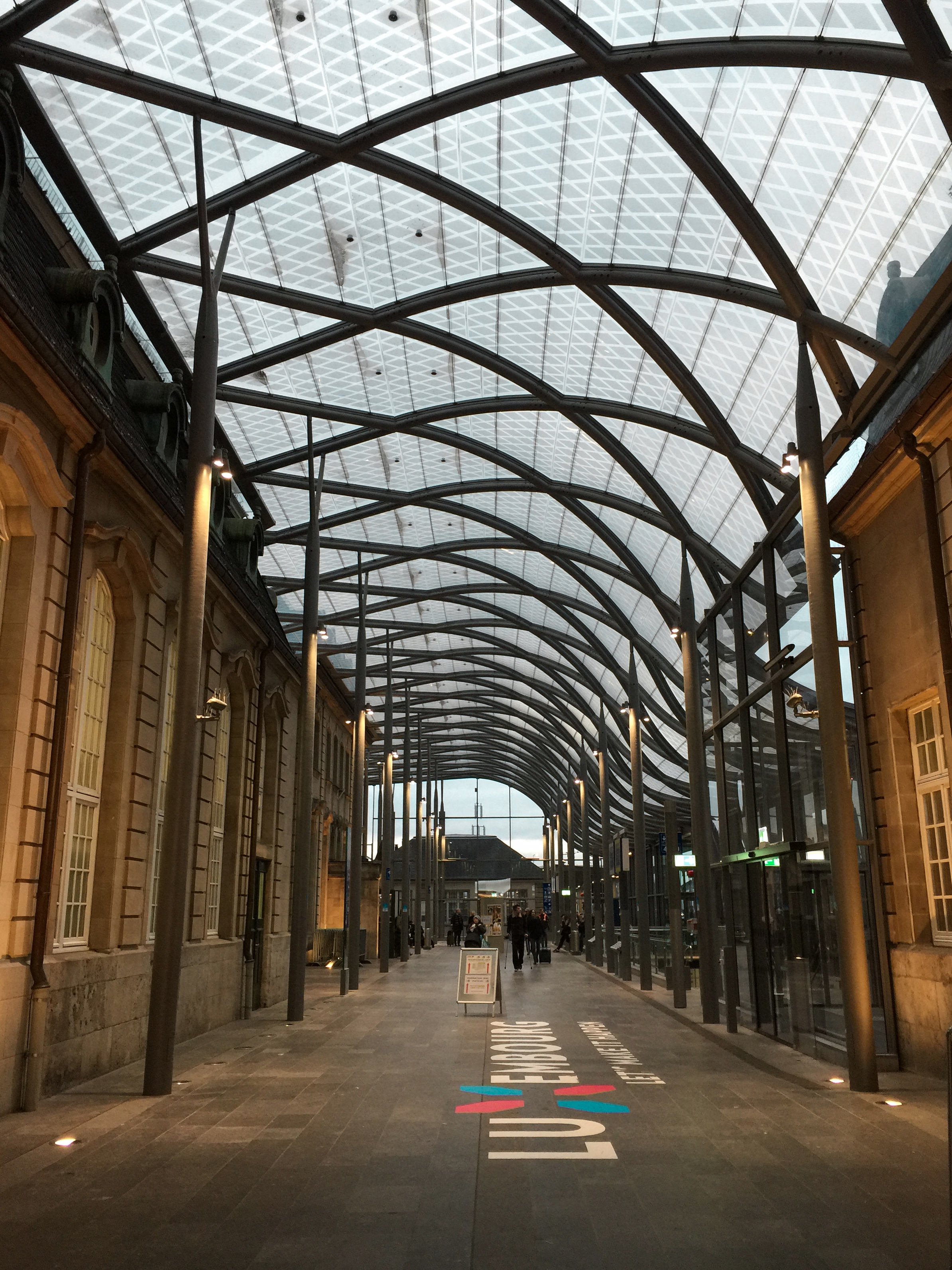
Pasillo principal

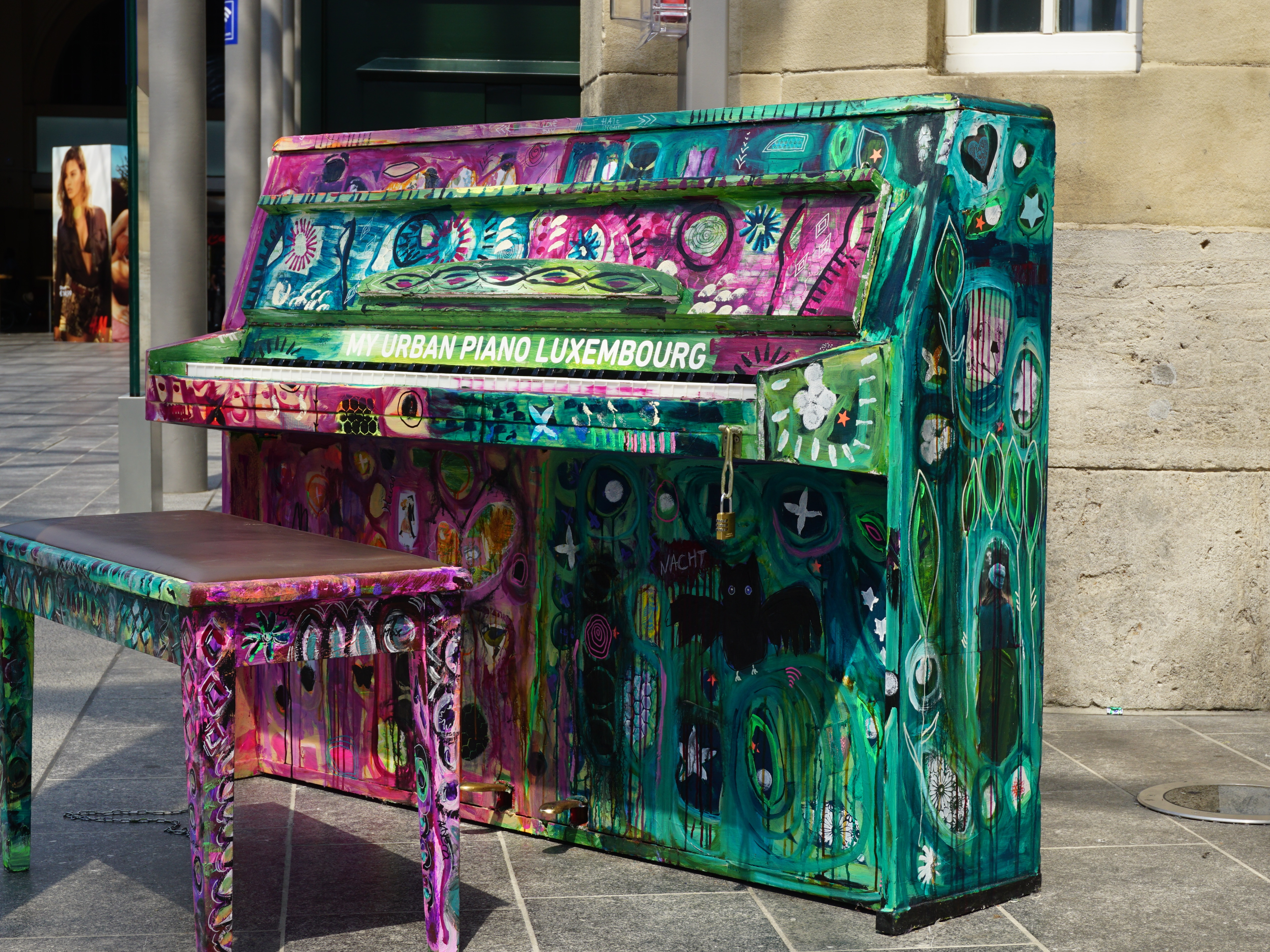
Piano libre en 2017

La estación de Luxemburgo (en luxemburgués: Gare Lëtzebuerg: en francés: Gare de Luxembourg; en alemán: Bahnhof Luxemburg) es la principal estación ferroviaria de la ciudad de Luxemburgo, al sur de Luxemburgo. Es operada por la compañía estatal ferroviaria de Société Nationale des Chemins de Fer Luxembourgeois.
Es el centro de la red ferroviaria nacional de Luxemburgo, que sirve como punto de escala a todas (salvo una) las líneas ferroviarias de Luxemburgo -con la excepción de la línea 80, que solamente para en una estación en Luxemburgo-.-.  También funciona como centro ferroviario internacional del país, con servicios a todos los países del entorno: Bélgica, Francia y Alemania. Desde junio de 2007, la Línea de alta velocidad Est ha conectado la estación a la red francesa de TGV. 
La estación se encuentra a 2 kilómetros al sur del centro de la ciudad (Ville Haute), al sur del río Pétrusse. La estación da nombre a Gare, uno de los barrios de la ciudad de Luxemburgo. 

## Trabajos de modernización
Desde el año 2006, bajo los auspicios del Ministerio de Transportes de Luxemburgo, la estación de Luxemburgo ha sido sometida a importantes obras de renovación que, antes de 2009, ya habían dado lugar a nuevos lugares de venta e instalaciones en la terminal principal, la ampliación de los andenes, nuevos ascensores y un nuevo pasaje subterráneo. Incluye también la renovación de la instalación eléctrica aérea, instalación de dos escaleras mecánicas para andenes, un nuevo porche de entrada y un patio delantero reconstruido, durante los años 2011-2012 se realizó la construcción de un salón de pasajeros en vidrio y un aparcamiento de cuatro plantas.

## Servicios de tren
La estación tiene los siguientes servicios: 
- Servicios de alta velocidad (TGV) París - Metz - Thionville - Luxemburgo
- Servicios de alta velocidad TGV  Luxemburgo - Estrasburgo - Lyon - Marseille / Montpellier
- Servicios interurbanos de Luxemburgo - Arlon - Namur - Bruselas
- Servicios interregionales Luxemburgo - Ettelbruck - Kautenbach - Troisvierges - Gouvy - Lieja - Liers
- Servicios regionales de Luxemburgo - Ettelbruck - Diekirch
- Servicios regionales de Luxemburgo - Wasserbillig - Trier - Coblenza
- Servicios regionales de Luxemburgo - Bettembourg - Esch - Pétange - Rodange
- Servicios regionales Luxemburgo - Bettembourg - Dudelange - Volmerange-les-Mines
- Servicios regionales (TER Lorena) Luxemburgo - Thionville - Metz - Nancy
- Servicios locales de Luxemburgo - Ettelbruck - Kautenbach - Wiltz
- Servicios locales de Luxemburgo - Ettelbruck
- Servicios locales de Luxemburgo - Wasserbillig
- Servicios locales de Luxemburgo - Kleinbettingen
- Servicios locales de Luxemburgo - Bettembourg - Esch-sur-Alzette - Belval - Pétange - Rodange
- Servicios locales de Luxemburgo - Pétange - Rodange - Athus - Longwy